# Porcelana (Chile)
Porcelana es una localidad rural de Chile que se encuentra en la costa oriental de la península de Huequi, en la comuna de Chaitén, Región de Los Lagos. 
Su nombre se debe a la presencia de blanco caolín, una arcilla base con la cual se elabora la porcelana. Aquí también existen géiseres que constituyen un fenómeno geológico único en esta parte de la Patagonia, a base de diferentes sales minerales, creando así diferentes formas cónicas haciendo erupción en forma de chorros constantes de agua y vapor. Sus temperatura pueden alcanzar los 90 °C de temperatura.

## Termas de Porcelana y géiseres
Esta zona, cercana a Vodudahue y Caleta Leptepu, está compuesta por un conjunto de manifestaciones del tipo géiser y manantiales de agua caliente (Porcelana Chico y Porcelana Grande, respectivamente). Los géiseres se ubican a 370 m s. n. m. y a unas tres horas de caminata desde la caleta. Estos géiseres corresponden a los únicos conocidos en la zona sur del país, mientras que los pozones termales se encuentran a tan solos unos minutos de caminata. 
Se puede acceder a estas termas solo por vía marítima a través del fiordo Comau, en servicios privados de transporte y excursiones desde Hornopirén. Los servicios públicos de transporte sólo llegan a Caleta Leptepu.

## En la literatura
Estas termas eran conocidas ya en 1891, cuando fueron mencionadas por Ramón Serrano Montaner en su "Derrotero":: 460 
Las Porcelanas.—Siguiendo la costa Sur de Comau i a 12 millas al SE. del morro del mismo nombre se halla la ensenada Porcelanas, con abrigo i anclaje para embarcaciones pequeñas, i es notable por existir en ella, sobre su costa SE., una terma que suelen usar los labradores de madera; pero no se tienen pormenores sobre ella, aun cuando se sabe que sus aguas son de elevada temperatura.
Las termas de Porcelana Grande están descritas en la novela histórica Señales del Dresden de Martín Pérez Ibarra. En ella, los personajes ascienden desde la playa a los pozones, donde se produce el encuentro entre Esprit Tompkins (alter ego de Douglas Tompkins) y Paul Huneeus (alter ego de Pablo Huneeus), ambos ambientalistas, que junto al detective Tapia, deciden formar la Logia de Ecologistas Furiosos.